# III liga polska w piłce nożnej (2023/2024)
III liga polska 2023/2024 – 8. edycja rozgrywek czwartego poziomu ligowego piłki nożnej mężczyzn w Polsce po reformie, przeprowadzonej w 2016 roku.

## Zasady rozgrywek

Zasięg terytorialny grup III ligi polskiej w piłce nożnej w sezonie 2022/2023

W III lidze sezonu 2023/2024 brały udział drużyny, które zostały podzielone na zasadzie terytorialnej na 4 grupy:
- grupa I (województwa: łódzkie, mazowieckie, podlaskie, warmińsko-mazurskie),
- grupa II (województwa: kujawsko-pomorskie, pomorskie, wielkopolskie, zachodniopomorskie),
- grupa III (województwa: dolnośląskie, lubuskie, opolskie, śląskie),
- grupa IV (województwa: lubelskie, małopolskie, podkarpackie, świętokrzyskie)[1].

Mistrzowie każdej z grup uzyskały awans na poziom centralny – do II ligi. Ostatnie drużyny spadły na poziom wojewódzki – do odpowiedniej terytorialnie grupy IV ligi.

## Grupa I

### Uczestnicy
| Uczestnicy sezonu 2022/2023 | Uczestnicy sezonu 2022/2023 | Uczestnicy sezonu 2022/2023 | Uczestnicy sezonu 2022/2023 |
| --------------------------- | --------------------------- | --------------------------- | --------------------------- |
| LGO                         | Legionovia Legionowo        | 2                           |                             |
| PGM                         | Pogoń Grodzisk Mazowiecki   | 3                           |                             |
| ŚWI                         | Świt Nowy Dwór Mazowiecki   | 4                           |                             |
| LE2                         | Legia II Warszawa           | 5                           |                             |
| LTM                         | Lechia Tomaszów Mazowiecki  | 6                           |                             |
| USK                         | Unia Skierniewice           | 7                           |                             |
| MŁA                         | Mławianka Mława             | 8                           |                             |
| JA2                         | Jagiellonia II Białystok    | 9                           |                             |
| PIL                         | Pilica Białobrzegi          | 10                          |                             |
| PEL                         | Pelikan Łowicz              | 11                          |                             |
| ZMB                         | Olimpia Zambrów             | 13                          |                             |
| BRŃ                         | Broń Radom                  | 14                          |                             |
| SDZ                         | Warta Sieradz               | 15                          |                             |
| CON                         | Concordia Elbląg            | 161                         |                             |

| Awans z IV ligi 2022/2023                                                                                     | Awans z IV ligi 2022/2023 | Awans z IV ligi 2022/2023 | Awans z IV ligi 2022/2023 |
| --- | ------------------------- | ------------------------- | ------------------------- |
| grupa łódzka                                                                                                  |                           |                           |                           |
| BEŁ | GKS Bełchatów             | 1                         |                           |
| grupa mazowiecka                                                                                              |                           |                           |                           |
| SUL | Victoria Sulejówek        | 1                         |                           |
| grupa podlaska                                                                                                |                           |                           |                           |
| ŁOM | ŁKS 1926 Łomża            | 1                         |                           |
| grupa warmińsko-mazurska                                                                                      |                           |                           |                           |
| WIK | GKS Wikielec              | 1                         |                           |
| Oznaczenia: - kolumna pierwsza – skróty nazw drużyn, - kolumna trzecia – miejsce zajęte w poprzednim sezonie. |                           |                           |                           |

Objaśnienia:
1. W związku z wycofaniem się Sokoła Ostróda po zakończeniu poprzedniego sezonu, w III lidze pozostała Concordia Elbląg[2].

### Tabela
| Lp. | Drużyna                           | M  | Z  | R  | P  | Bramki | Bramki | Różn. | Pkt | Uwagi                       | Bezpośrednio                |
| --- | --------------------------------- | -- | -- | -- | -- | ------ | ------ | ----- | --- | --------------------------- | --------------------------- |
| 1   | Pogoń Grodzisk Mazowiecki (M) (A) | 34 | 23 | 7  | 4  | 106    | 32     | +74   | 76  | Awans do II ligi            |                             |
| 2   | Unia Skierniewice                 | 34 | 19 | 8  | 7  | 78     | 46     | +32   | 65  |                             | STR – LE2 4:0 LE2 – STR 2:1 |
| 3   | Legia II Warszawa                 | 34 | 19 | 8  | 7  | 70     | 40     | +30   | 65  |                             | STR – LE2 4:0 LE2 – STR 2:1 |
| 4   | GKS Bełchatów                     | 34 | 16 | 8  | 10 | 58     | 49     | +9    | 56  | BEŁ – ŚWI 1:1 ŚWI – BEŁ 0:2 |                             |
| 5   | Świt Nowy Dwór Mazowiecki         | 34 | 15 | 11 | 8  | 70     | 52     | +18   | 56  | BEŁ – ŚWI 1:1 ŚWI – BEŁ 0:2 |                             |
| 6   | Lechia Tomaszów Mazowiecki        | 34 | 15 | 8  | 11 | 66     | 54     | +12   | 53  |                             |                             |
| 7   | Pelikan Łowicz                    | 34 | 15 | 7  | 12 | 52     | 40     | +12   | 52  |                             |                             |
| 8   | Broń Radom                        | 34 | 12 | 12 | 10 | 39     | 43     | −4    | 48  | BRŃ – ŁOM 3:0 ŁOM – BRŃ 0:2 |                             |
| 9   | ŁKS 1926 Łomża                    | 34 | 14 | 6  | 14 | 52     | 51     | +1    | 48  | BRŃ – ŁOM 3:0 ŁOM – BRŃ 0:2 |                             |
| 10  | Warta Sieradz                     | 34 | 13 | 5  | 16 | 43     | 48     | −5    | 44  |                             |                             |
| 11  | GKS Wikielec                      | 34 | 11 | 10 | 13 | 37     | 46     | −9    | 43  |                             |                             |
| 12  | Mławianka Mława                   | 34 | 11 | 9  | 14 | 43     | 50     | −7    | 42  | MŁA – JA2 3:0 JA2 – MŁA 3:0 |                             |
| 13  | Jagiellonia II Białystok          | 34 | 12 | 6  | 16 | 48     | 58     | −10   | 42  | MŁA – JA2 3:0 JA2 – MŁA 3:0 |                             |
| 14  | Victoria Sulejówek                | 34 | 11 | 8  | 15 | 41     | 48     | −7    | 41  |                             |                             |
| 15  | Olimpia Zambrów (S)               | 34 | 10 | 10 | 14 | 52     | 48     | +4    | 40  | Spadek do IV ligi           |                             |
| 16  | Concordia Elbląg (S)              | 34 | 8  | 6  | 20 | 37     | 98     | −61   | 30  | Spadek do IV ligi           |                             |
| 17  | Legionovia Legionowo (S)          | 34 | 7  | 6  | 21 | 41     | 71     | −30   | 27  | Spadek do IV ligi           |                             |
| 18  | Pilica Białobrzegi (S)            | 34 | 4  | 7  | 23 | 30     | 89     | −59   | 19  | Spadek do IV ligi           |                             |

## Grupa II

### Uczestnicy
| Uczestnicy sezonu 2022/2023 | Uczestnicy sezonu 2022/2023 | Uczestnicy sezonu 2022/2023 | Uczestnicy sezonu 2022/2023 |
| --------------------------- | --------------------------- | --------------------------- | --------------------------- |
| PO2                         | Pogoń II Szczecin           | 2                           |                             |
| ŚRW                         | Polonia Środa Wielkopolska  | 3                           |                             |
| ZAW                         | Zawisza Bydgoszcz           | 4                           |                             |
| GGD                         | Gedania Gdańsk              | 5                           |                             |
| KPS                         | KP Starogard Gdański        | 6                           |                             |
| ŚWS                         | Świt Szczecin               | 7                           |                             |
| NSK                         | Pogoń Nowe Skalmierzyce     | 8                           |                             |
| KLE                         | Sokół Kleczew               | 9                           |                             |
| UNS                         | Unia Swarzędz               | 10                          |                             |
| CAR                         | Cartusia Kartuzy            | 11                          |                             |
| BŁS                         | Błękitni Stargard           | 12                          |                             |
| GNI                         | Stolem Gniewino             | 13                          |                             |
| USK                         | Unia Solec Kujawski         | 14                          |                             |
| WOL                         | Vineta Wolin                | 15                          |                             |

| Awans z IV ligi 2022/2023                                                                                     | Awans z IV ligi 2022/2023 | Awans z IV ligi 2022/2023 | Awans z IV ligi 2022/2023 |
| --- | ------------------------- | ------------------------- | ------------------------- |
| grupa kujawsko-pomorska                                                                                       |                           |                           |                           |
| ELA | Elana Toruń               | 1                         |                           |
| grupa pomorska                                                                                                |                           |                           |                           |
| LUZ | KTS-K Luzino              | 1                         |                           |
| grupa wielkopolska                                                                                            |                           |                           |                           |
| NCZ | Noteć Czarnków            | 1                         |                           |
| grupa zachodniopomorska                                                                                       |                           |                           |                           |
| FLO | Flota Świnoujście         | 1                         |                           |
| Oznaczenia: - kolumna pierwsza – skróty nazw drużyn, - kolumna trzecia – miejsce zajęte w poprzednim sezonie. |                           |                           |                           |

Objaśnienia:

### Tabela
| Lp. | Drużyna                    | M  | Z  | R | P  | Bramki | Bramki | Różn. | Pkt | Uwagi                                                          | Bezpośrednio |
| --- | -------------------------- | -- | -- | - | -- | ------ | ------ | ----- | --- | -------------------------------------------------------------- | ------------ |
| 1   | Świt Szczecin (M) (A)      | 34 | 27 | 4 | 3  | 75     | 17     | +58   | 85  | Awans do II ligi                                               |              |
| 2   | Elana Toruń                | 34 | 21 | 8 | 5  | 56     | 21     | +35   | 71  |                                                                |              |
| 3   | Unia Swarzędz              | 34 | 19 | 6 | 9  | 66     | 46     | +20   | 63  |                                                                |              |
| 4   | Zawisza Bydgoszcz          | 34 | 17 | 7 | 10 | 73     | 38     | +35   | 58  |                                                                |              |
| 5   | Błękitni Stargard          | 34 | 17 | 4 | 13 | 80     | 62     | +18   | 55  |                                                                |              |
| 6   | Noteć Czarnków             | 34 | 15 | 5 | 14 | 73     | 63     | +10   | 50  | NCZ: 7 pkt, różn. +4 ŚRW: 6 pkt, różn. -3 GGD: 4 pkt, różn. -1 |              |
| 7   | Polonia Środa Wielkopolska | 34 | 15 | 5 | 14 | 55     | 61     | −6    | 50  | NCZ: 7 pkt, różn. +4 ŚRW: 6 pkt, różn. -3 GGD: 4 pkt, różn. -1 |              |
| 8   | Gedania Gdańsk             | 34 | 16 | 2 | 16 | 58     | 56     | +2    | 50  | NCZ: 7 pkt, różn. +4 ŚRW: 6 pkt, różn. -3 GGD: 4 pkt, różn. -1 |              |
| 9   | Pogoń II Szczecin          | 34 | 15 | 4 | 15 | 63     | 60     | +3    | 49  | PO2 – NSK 2:0 NSK – PO2 0:5                                    |              |
| 10  | Pogoń Nowe Skalmierzyce    | 34 | 14 | 7 | 13 | 56     | 50     | +6    | 49  | PO2 – NSK 2:0 NSK – PO2 0:5                                    |              |
| 11  | Sokół Kleczew              | 34 | 14 | 6 | 14 | 59     | 65     | −6    | 48  |                                                                |              |
| 12  | Flota Świnoujście          | 34 | 14 | 4 | 16 | 43     | 59     | −16   | 46  |                                                                |              |
| 13  | Vineta Wolin               | 34 | 13 | 6 | 15 | 42     | 66     | −24   | 45  |                                                                |              |
| 14  | Cartusia Kartuzy           | 33 | 12 | 8 | 13 | 60     | 51     | +9    | 44  |                                                                |              |
| 15  | KTS-K Luzino (S)           | 34 | 10 | 4 | 20 | 48     | 71     | −23   | 34  | Spadek do IV ligi                                              |              |
| 16  | Stolem Gniewino (S)        | 34 | 8  | 9 | 17 | 34     | 58     | −24   | 33  | Spadek do IV ligi                                              |              |
| 17  | Unia Solec Kujawski (S)    | 34 | 7  | 4 | 23 | 40     | 80     | −40   | 25  | Spadek do IV ligi                                              |              |
| 18  | KP Starogard Gdański (S)   | 34 | 2  | 7 | 25 | 39     | 97     | −58   | 13  | Spadek do IV ligi                                              |              |

## Grupa III

### Uczestnicy
| Uczestnicy sezonu 2022/2023 | Uczestnicy sezonu 2022/2023 | Uczestnicy sezonu 2022/2023 | Uczestnicy sezonu 2022/2023 |
| --------------------------- | --------------------------- | --------------------------- | --------------------------- |
| RA2                         | Raków II Częstochowa        | 2                           |                             |
| REK                         | Rekord Bielsko-Biała        | 3                           |                             |
| ŚLZ                         | Ślęza Wrocław               | 4                           |                             |
| CGU                         | Carina Gubin                | 5                           |                             |
| GZ2                         | Górnik II Zabrze            | 6                           |                             |
| GTA                         | Gwarek Tarnowskie Góry      | 7                           |                             |
| KLU                         | MKS Kluczbork               | 8                           |                             |
| LZG                         | Lechia Zielona Góra         | 9                           |                             |
| GOZ                         | LKS Goczałkowice Zdrój      | 10                          |                             |
| PNI                         | Pniówek Pawłowice Śląskie   | 11                          |                             |
| STI                         | Stilon Gorzów Wielkopolski  | 12                          |                             |
| GWK                         | Warta Gorzów Wielkopolski   | 13                          |                             |

| Spadek z II liga 2022/2023                                                                                    | Spadek z II liga 2022/2023 | Spadek z II liga 2022/2023 | Spadek z II liga 2022/2023 |
| --- | -------------------------- | -------------------------- | -------------------------- |
| grupa dolnośląska                                                                                             |                            |                            |                            |
| GPO | Górnik Polkowice           | 15                         |                            |
| ŚL2 | Śląsk II Wrocław           | 18                         |                            |
| Oznaczenia: - kolumna pierwsza – skróty nazw drużyn, - kolumna trzecia – miejsce zajęte w poprzednim sezonie. |                            |                            |                            |

| Awans z IV ligi 2022/2023                                                                                     | Awans z IV ligi 2022/2023 | Awans z IV ligi 2022/2023 | Awans z IV ligi 2022/2023 |
| --- | ------------------------- | ------------------------- | ------------------------- |
| grupa dolnośląska                                                                                             |                           |                           |                           |
| JEL | Karkonosze Jelenia Góra   | 1                         |                           |
| grupa lubuska                                                                                                 |                           |                           |                           |
| BOD | Odra Bytom Odrzański      | 1                         |                           |
| grupa opolska                                                                                                 |                           |                           |                           |
| LSD | LZS Starowice Dolne       | 1                         |                           |
| grupa śląska                                                                                                  |                           |                           |                           |
| UTU | Unia Turza Śląska         | 1                         |                           |
| Oznaczenia: - kolumna pierwsza – skróty nazw drużyn, - kolumna trzecia – miejsce zajęte w poprzednim sezonie. |                           |                           |                           |

Objaśnienia:

### Tabela
| Lp. | Drużyna                      | M  | Z  | R  | P  | Bramki | Bramki | Różn. | Pkt | Uwagi                                                          | Bezpośrednio |
| --- | ---------------------------- | -- | -- | -- | -- | ------ | ------ | ----- | --- | -------------------------------------------------------------- | ------------ |
| 1   | Rekord Bielsko-Biała (M) (A) | 34 | 23 | 6  | 5  | 84     | 37     | +47   | 75  | Awans do II ligi                                               |              |
| 2   | Śląsk II Wrocław             | 34 | 21 | 10 | 3  | 76     | 32     | +44   | 73  |                                                                |              |
| 3   | MKS Kluczbork                | 34 | 17 | 9  | 8  | 55     | 38     | +17   | 60  |                                                                |              |
| 4   | Górnik Polkowice             | 34 | 16 | 8  | 10 | 56     | 49     | +7    | 56  |                                                                |              |
| 5   | Pniówek Pawłowice Śląskie    | 34 | 14 | 13 | 7  | 56     | 50     | +6    | 55  |                                                                |              |
| 6   | LKS Goczałkowice Zdrój       | 34 | 12 | 11 | 11 | 50     | 38     | +12   | 47  | GOZ – GZ2 2:1 GZ2 – GOZ 2:1                                    |              |
| 7   | Górnik II Zabrze             | 34 | 14 | 5  | 15 | 54     | 54     | 0     | 47  | GOZ – GZ2 2:1 GZ2 – GOZ 2:1                                    |              |
| 8   | Ślęza Wrocław                | 34 | 12 | 9  | 13 | 60     | 62     | −2    | 45  | ŚLZ – STI 3:1 STI – ŚLZ 1:0                                    |              |
| 9   | Stilon Gorzów Wielkopolski   | 34 | 12 | 9  | 13 | 51     | 49     | +2    | 45  | ŚLZ – STI 3:1 STI – ŚLZ 1:0                                    |              |
| 10  | Lechia Zielona Góra          | 34 | 12 | 7  | 15 | 47     | 57     | −10   | 43  |                                                                |              |
| 11  | Carina Gubin                 | 34 | 12 | 6  | 16 | 48     | 55     | −7    | 42  |                                                                |              |
| 12  | Karkonosze Jelenia Góra      | 34 | 11 | 8  | 15 | 41     | 53     | −12   | 41  | JEL: 8 pkt, różn. +3 BOD: 5 pkt, różn. -1 UTU: 2 pkt, różn. -2 |              |
| 13  | Odra Bytom Odrzański         | 34 | 9  | 14 | 11 | 39     | 42     | −3    | 41  | JEL: 8 pkt, różn. +3 BOD: 5 pkt, różn. -1 UTU: 2 pkt, różn. -2 |              |
| 14  | Unia Turza Śląska            | 34 | 11 | 8  | 15 | 50     | 56     | −6    | 41  | JEL: 8 pkt, różn. +3 BOD: 5 pkt, różn. -1 UTU: 2 pkt, różn. -2 |              |
| 15  | Warta Gorzów Wielkopolski1   | 34 | 9  | 12 | 13 | 42     | 58     | −16   | 39  |                                                                |              |
| 16  | Gwarek Tarnowskie Góry (S)   | 34 | 8  | 9  | 17 | 44     | 58     | −14   | 33  | Spadek do IV ligi                                              |              |
| 17  | Raków II Częstochowa (S)     | 34 | 8  | 8  | 18 | 43     | 66     | −23   | 32  | Spadek do IV ligi                                              |              |
| 18  | LZS Starowice Dolne (S)      | 34 | 5  | 8  | 21 | 36     | 80     | −44   | 23  | Spadek do IV ligi                                              |              |

## Grupa IV

### Uczestnicy
| Uczestnicy sezonu 2022/2023 | Uczestnicy sezonu 2022/2023       | Uczestnicy sezonu 2022/2023 | Uczestnicy sezonu 2022/2023 |
| --------------------------- | --------------------------------- | --------------------------- | --------------------------- |
| AVI                         | Avia Świdnik                      | 2                           |                             |
| WIE                         | Wieczysta Kraków                  | 3                           |                             |
| KSZ                         | KSZO 1929 Ostrowiec Świętokrzyski | 4                           |                             |
| PBP                         | Podlasie Biała Podlaska           | 5                           |                             |
| DĘB                         | Wisłoka Dębica                    | 7                           |                             |
| SSI                         | Sokół Sieniawa                    | 8                           |                             |
| CPŁ                         | Czarni Połaniec                   | 9                           |                             |
| PNT                         | Podhale Nowy Targ                 | 10                          |                             |
| ORP                         | Orlęta Radzyń Podlaski            | 11                          |                             |
| CHM                         | Chełmianka Chełm                  | 12                          |                             |
| UNT                         | Unia Tarnów                       | 13                          |                             |
| WIA                         | KS Wiązownica                     | 141                         |                             |

| Spadek z II ligi 2022/2023                                                                                    | Spadek z II ligi 2022/2023 | Spadek z II ligi 2022/2023 | Spadek z II ligi 2022/2023 |
| --- | -------------------------- | -------------------------- | -------------------------- |
| SIA | Siarka Tarnobrzeg          | 16                         |                            |
| GAR | Garbarnia Kraków           | 17                         |                            |
| Oznaczenia: - kolumna pierwsza – skróty nazw drużyn, - kolumna trzecia – miejsce zajęte w poprzednim sezonie. |                            |                            |                            |

| Awans z IV ligi 2022/2023                                                                                     | Awans z IV ligi 2022/2023 | Awans z IV ligi 2022/2023 | Awans z IV ligi 2022/2023 |
| --- | ------------------------- | ------------------------- | ------------------------- |
| grupa lubelska                                                                                                |                           |                           |                           |
| ŚWI | Świdniczanka Świdnik      | 1                         |                           |
| grupa małopolska                                                                                              |                           |                           |                           |
| WJA | Wiślanie Jaśkowice        | 1                         |                           |
| grupa podkarpacka                                                                                             |                           |                           |                           |
| KAR | Karpaty Krosno            | 2                         |                           |
| grupa świętokrzyska                                                                                           |                           |                           |                           |
| STS | Star Starachowice         | 1                         |                           |
| Oznaczenia: - kolumna pierwsza – skróty nazw drużyn, - kolumna trzecia – miejsce zajęte w poprzednim sezonie. |                           |                           |                           |

Objaśnienia:
- Cracovia II została wycofana po zakończeniu rozgrywek sezonu 2022/2023. W związku z czym w III lidze, grupa IV pozostała KS Wiązownica[4].
- W wyniku decyzji Cosmosu Nowotaniec o rezygnacji z awansu do III ligi, awans uzyskały drugie w tabeli Karpaty Krosno[5].

### Tabela
| Lp. | Drużyna                           | M  | Z  | R  | P  | Bramki | Bramki | Różn. | Pkt | Uwagi                       | Bezpośrednio |
| --- | --------------------------------- | -- | -- | -- | -- | ------ | ------ | ----- | --- | --------------------------- | ------------ |
| 1   | Wieczysta Kraków (M) (A)          | 34 | 25 | 3  | 6  | 99     | 35     | +64   | 78  | Awans do II ligi            |              |
| 2   | Siarka Tarnobrzeg                 | 34 | 21 | 7  | 6  | 70     | 30     | +40   | 70  |                             |              |
| 3   | Star Starachowice                 | 34 | 20 | 6  | 8  | 52     | 27     | +25   | 66  |                             |              |
| 4   | Avia Świdnik                      | 34 | 17 | 6  | 11 | 60     | 41     | +19   | 57  |                             |              |
| 5   | Wiślanie Jaśkowice                | 34 | 16 | 6  | 12 | 56     | 40     | +16   | 54  | WJA – PBP 0:0 PBP – WJA 0:2 |              |
| 6   | Podlasie Biała Podlaska           | 34 | 15 | 9  | 10 | 47     | 35     | +12   | 54  | WJA – PBP 0:0 PBP – WJA 0:2 |              |
| 7   | Chełmianka Chełm                  | 34 | 15 | 6  | 13 | 61     | 58     | +3    | 51  |                             |              |
| 8   | KSZO 1929 Ostrowiec Świętokrzyski | 34 | 14 | 7  | 13 | 48     | 44     | +4    | 49  |                             |              |
| 9   | Czarni Połaniec                   | 34 | 13 | 9  | 12 | 58     | 54     | +4    | 48  |                             |              |
| 10  | Garbarnia Kraków1                 | 34 | 12 | 10 | 12 | 49     | 58     | −9    | 46  | Drużyna wycofana            |              |
| 11  | Wisłoka Dębica                    | 34 | 12 | 9  | 13 | 41     | 53     | −12   | 45  |                             |              |
| 12  | Świdniczanka Świdnik              | 34 | 11 | 11 | 12 | 43     | 47     | −4    | 44  |                             |              |
| 13  | KS Wiązownica                     | 34 | 12 | 7  | 15 | 55     | 73     | −18   | 43  |                             |              |
| 14  | Podhale Nowy Targ                 | 34 | 9  | 12 | 13 | 38     | 40     | −2    | 39  |                             |              |
| 15  | Unia Tarnów1                      | 34 | 10 | 6  | 18 | 51     | 66     | −15   | 36  |                             |              |
| 16  | Karpaty Krosno (S)                | 34 | 6  | 7  | 21 | 26     | 67     | −41   | 25  | Spadek do IV ligi           |              |
| 17  | Orlęta Radzyń Podlaski (S)        | 34 | 5  | 9  | 20 | 32     | 61     | −29   | 24  | Spadek do IV ligi           |              |
| 18  | Sokół Sieniawa (S)                | 34 | 7  | 2  | 25 | 38     | 95     | −57   | 23  | Spadek do IV ligi           |              |